# Wieland Ziegenrücker
Wieland Ziegenrücker (* 1939 in Leipzig) ist ein deutscher Musikwissenschaftler und Autor.

## Leben
Ziegenrücker ist in Leipzig geboren und aufgewachsen und studierte ebenfalls dort Musikwissenschaft, 1968 schloss er mit dem Diplom ab. Er arbeitete am Rundfunk als Musikredakteur und war danach Wissenschaftlicher Mitarbeiter am Zentralhaus für Kulturarbeit der DDR. Von 1968 bis 2000 war er Verlagslektor beim Friedrich Hofmeister Musikverlag in Leipzig. Er unterrichtete an der Landesmusikschule Sachsen, an der Universität und an der Musikhochschule in Leipzig. 
Wieland Ziegenrücker schrieb mehrere Sachbücher über Musik und veröffentlichte diverse Musikalien aus dem musikpädagogischen Bereich.

## Werke (Auswahl)
- ABC Musik. Allgemeine Musiklehre. 6. Auflage. Breitkopf & Härtel, Wiesbaden 2009, ISBN 978-3-7651-0309-4.[1]
- mit Peter Wicke, Kai-Erik Ziegenrücker: Handbuch der populären Musik. Geschichte, Stile, Praxis, Industrie. Erweiterte Neuausgabe. Schott, Mainz 2007, ISBN 978-3-7957-0571-8.
- mit Peter Wicke: Sachlexikon Popularmusik. Goldmann, München 1987, ISBN 3-442-33601-5.
- mit Ewald Koch: Neue Schule für Klarinette. 2 Bände. Deutscher Verlag für Musik, Wiesbaden 2002, ISMN 979-0-2004-0557-6 (Suche im DNB-Portal) und ISMN 979-0-2004-0558-3 (Suche im DNB-Portal).
- Praktische Musiklehre. Das ABC der Musik in Unterricht und Selbststudium, mit CD. 3 Bände mit CD und 3 Lösungshefte. Breitkopf & Härtel, Wiesbaden 2006–2010, DNB 979330823.[2]